# Pili Zabala
María Pilar Zabala Artano (Tolosa, 7 de maig de 1968), més coneguda com a Pili Zabala, és una odontòloga, professora i política basca. Va ser candidata a lehendakari i membre del Parlament Basc per la coalició Elkarrekin Podemos des de 2016 fins a 2020.

## Biografia
Nascuda el 1968 a la localitat guipuscoana de Tolosa, resideix en l'actualitat a Zarautz. Està casada i té un fill i una filla. La seva vida va quedar marcada per la desaparició en 1983 del seu germà Joxi Zabala, que va ser segrestat, torturat i assassinat pels GAL. Des de llavors ha exercit la labor d'activista per la pau i la reconciliació al País Basc.
És llicenciada en Odontologia per la Universitat del País Basc i als 24 anys va obrir la seva pròpia clínica dental. Va haver d'abandonar aquesta professió en sofrir un accident de trànsit que li va provocar l'amputació de dues falanges del dit índex de la mà dreta. Després d'aquest fet, Zabala va superar unes oposicions que li van permetre exercir de professora en un centre de Formació Professional.

### Candidata a lehendakari
El 20 de juliol de 2016 va ser presentada com a candidata a lehendakari per part de la direcció de Podemos Euskadi en les primàries que se celebrarien la setmana següent. En aquestes primàries es va enfrontar a altres cinc candidats i, finalment, va resultar vencedora amb el 52% dels vots i va ser proclamada candidata oficial del partit en les eleccions al Parlament Basc del 25 de setembre de 2016. El 12 d'agost, després de la confirmació de coalició entre els partits Podemos, Ezker Anitza i Equo, Zabala va passar a ser la candidata a lehendakari de Elkarrekin Podemos, nom de l'aliança resultant.
Després d'encapçalar la llista per Guipúscoa en les eleccions i en aconseguir Elkarrekin Podemos tres parlamentaris per aquesta circumscripció, Zabala es va convertir en membre del Parlament Basc per a la XI legislatura.

## B-EGAIZ
El 4 de juny de 2021 va presentar la plataforma B-EGAIZ, la qual reclama la recerca de la «veritat sobre els GAL». Segons Zabala, volen «explorar, indagar i examinar el terreny del dret penal internacional» després que la fiscalia de l'Audiència Nacional arxivés la investigació sobre els GAL, i es basen per fer-ho amb la documentació desclassificada per la CIA i que relaciona la creació dels GAL amb el govern de Felipe González. Zabala estigué acompanyada en la presentació per María Jauregui, filla de Juan Mari Jauregi, el governador civil i militant del PSOE assassinat per ETA l'any 2000 i que entre llàgrimes digué que el seu pare «hauria fet tot el que estigués a les seves mans» per aclarir els crims d'Estat.